# Hradkowa
Hradkowa (słow. Hrádková, Hrádkovo, 1206 m) – szczyt w słowackich Górach Choczańskich znajdujący się w tzw. Grupie Prosiecznego. Znajduje się pomiędzy Prosiecznym (Prosečné, 1372 m) a Czarną Horą (Čierna hora, 1094 m). Od Prosiecznego oddziela go wyraźna przełęcz Ostruhy i opadająca spod niej w kierunku południowym głęboka i sucha dolina Príslop, od Czarnej Hory oddzielony jest tylko płytką, zalesioną przełączką. Północne stoki Hradkowej opadają do Doliny Borowianki, wschodnie do Doliny Kwaczańskiej, a południowe do Kotliny Liptowskiej, a dokładniej ku położonej u podnóży Hradkowej miejscowości Kwaczany.
Hradkowa zbudowana jest z mocno pofałdowanych grubych warstw wapieni i dolomitów środkowego triasu, przez geologów zaliczanych do płaszczowiny choczańskiej. W stokach południowych i wschodnich widoczne są liczne urwiste ściany, turnie i skałki. 
Wschodnia część stoków Hradkowej (od strony Doliny Kwaczańskiej) została włączona w obszar rezerwatu przyrody Kvačianska dolina. Partie wierzchołkowe znajdują się poza obszarem tego rezerwatu. Nie prowadzi tutaj jednak żaden szlak turystyczny.